# Dekompensacja nerwicowa
Dekompensacja nerwicowa – załamanie się adaptacyjnych mechanizmów jednostki w obliczu przeciążenia trudnymi sytuacjami, problemami i zadaniami, przy czym w jej ocenie prawdopodobieństwo poradzenia sobie z nimi jest dość nikłe. 
Przejawami dekompensacji są zaburzone reakcje i zachowania, objawy psychopatologiczne i niesprawne odgrywanie ról społecznych.